# Nagia natalensis
Nagia natalensis là một loài bướm đêm trong họ Noctuidae.